# Aplysina holda
Aplysina holda är en svampdjursart som beskrevs av Lendenfeld 1889. Aplysina holda ingår i släktet Aplysina och familjen Aplysinidae.
Artens utbredningsområde är havet utanför Indien. Inga underarter finns listade i Catalogue of Life.